# UFC on ESPN: Holloway vs. Allen
UFC on ESPN: Holloway vs. Allen (también conocido como UFC on ESPN 44) fue un evento de artes marciales mixtas producido por Ultimate Fighting Championship que tuvo lugar el 15 de abril de 2023 en el T-Mobile Center en Kansas City, Misuri, Estados Unidos.

## Antecedentes
El evento marcó la segunda visita de la promoción a Kansas City y la primera desde UFC on Fox: Johnson vs. Reis en abril de 2017.
El combate de peso pluma entre Max Holloway y Arnold Allen encabezó el evento.
Se esperaba un combate de peso gallo entre Danaa Batgerel y Brady Hiestand para este evento. Sin embargo, el combate fue trasladado a UFC Fight Night: Pavlovich vs. Blaydes una semana después por razones no reveladas.
Se esperaba un combate de peso pesado entre Jake Collier y Martin Buday para este evento. Sin embargo, el combate fue trasladado a UFC on ESPN: Song vs. Simón por razones desconocidas.
En el pesaje, Joselyne Edwards pesó 136.5 libras, medio kilo por encima del límite del peso gallo femenino. Su combate se celebró en el peso acordado y fue multada con un porcentaje no revelado de su bolsa, que fue a parar a manos de su rival Lucie Pudilová.

## Resultados
1. ↑  A Herman se le descontó 1 punto en el segundo asalto por una patada ilegal a un rival derribado.

## Premios de bonificación
Los siguientes luchadores recibieron bonificaciones de $50000 dólares.
- Pelea de la Noche: Bill Algeo vs. T.J. Brown
- Actuación de la Noche: Edson Barboza, Brandon Royval, y Gillian Robertson